# 明 (漫画家)
明（みん、1月25日 - ）は、日本の漫画家、看護師。沖縄県出身。琉球大学保健学科卒。

## 来歴
看護師3年目より漫画執筆を本格的に始め、Webサイトへの掲載がきっかけでマンガアプリ『GANMA!』で2013年12月から2016年11月まで連載された「LICHT-リヒト-」でデビュー。
病院勤務を経て、2020年6月時点ではツアーナースとの兼任で漫画家としても活動中。
自身の看護経験に基づいた作品も複数発表しており、看護師コミュニティサイト『看護roo!』で2016年頃より「ナースの力」、2018年から2021年まで『よみタイ』にて自身のツアーナース経験をお仕事コミックエッセイとした「漫画家しながらツアーナースしています。」、看護学生向け月刊誌『プチナース』2021年4月号から2023年4月号まで「臨床ナースのお仕事レポート」を連載していた。

## 作品リスト

### 漫画作品
- 『Ming短編集』ナンバーナイン 既刊3巻（時期不明）
- 『LICHT-リヒト-[注 1]』小学館クリエイティブ〈エッジスタコミックス〉全3巻（『GANMA!』2013年 - 2016年、完結）
- 『ナースの力』（『看護roo!』2016年[5] - 連載中[注 2]）
- 『漫画家しながらツアーナースしています。』集英社〈集英社ノンフィクション〉全3巻（監修：坂本昌彦[注 3]、『よみタイ』2018年[6] - 2021年[7]、完結）
- 『臨床ナースのお仕事レポート』照林社（『プチナース』2021年4月号[8] - 2023年3月号[9]、完結）
- 『いのちの教室[注 4]』集英社 全1巻（『よみタイ』2021年 - 2022年[10]、完結）
- 『推し博物館 ひとり旅』集英社 全1巻（『よみタイ』2023年 - 2025年、完結[11]）
- 『ナースのみんなに聞いてほしい話「NICUで出会った、幼い子を亡くすお母さんの覚悟」』（『看護roo!』2023年、読み切り[12]）
- 『症状を理解しアセスメントに活かす！　まんがでわかる 症状と看護』照林社（『プチナース』2024年5月号[13][14] - 連載中）